# 志々目愛
志々目 愛（ししめ あい、1994年1月25日 - ）は、宮崎県都城市出身の、日本人の女子柔道選手である。階級は52 ㎏級。身長158 cm。血液型はB型。段位は四段。組み手は左組み。握力は右38 ㎏、左38 kg。得意技は内股。現在はSBC湘南美容クリニック所属。長兄は元柔道選手で元競艇選手（2019年引退）の志々目裕樹。次兄は2015年の世界選手権60 kg級で3位となった志々目徹。

## 経歴
柔道は4歳の時に兄の裕樹と徹の2人に続いて財部柔心館道場で始めた。練習は正月を除いて毎日あったという。道場から帰ると家でも父親と練習した。幼稚園の時は大柄な男子との対戦や、指導者に叱責されるのが嫌でトイレに隠れていたこともあった。庄内小学校1年の時には股関節脱臼で1年ほど柔道ができずやめようとも思ったがそれにもめげずに続けると、6年の時には全国小学生学年別柔道大会の45kg級で3位になった。庄内中学に入学すると、学校に柔道部がなかったので専ら柔心館道場で男子を相手に稽古を続けると、2年の時から九州大会で2連覇した。一方、全国中学校柔道大会では2年の時に48kg級に出場するも3回戦、3年の時には初戦でそれぞれ敗れた。宮崎日大高校へ進むと寮生活になり、OGである宝寿栄の指導を受けるようになると、2年の時にはインターハイ52kg級で3位となった。3年の時には決勝で松商学園高校1年の出口クリスタに有効で敗れて2位にとどまった。全日本ジュニアでは決勝で県内のライバルとして競ってきた宮崎商業高校3年の黒木美晴を内股で破って優勝を果たした。
2012年に帝京大学へ進学すると、1年の時には9月の全日本ジュニア決勝でコマツの宮川拓美を技ありで破って2連覇すると、アジアジュニアでも優勝した。2年の時には7月のユニバーシアード準決勝でロシアのナタリア・クジュティナに腕挫十字固で敗れて3位だったものの、9月の全日本ジュニアでは桐蔭学園高校3年の内尾真子を指導3で破って3連覇を達成した。10月の世界ジュニア個人戦では準々決勝でブラジルのジェシカ・ペレイラに技ありで敗れるなどして7位に終わるが、団体戦では決勝のフランス戦でアマンディーヌ・ブシャールに逆転負けを喫するも、他のメンバーの勝利により優勝メンバーの一員として名を連ねることになった。11月の講道館杯では決勝で三井住友海上の中村美里に技ありで敗れるも2位となった。さらにグランドスラム・東京では準々決勝でブラジルのエリカ・ミランダに反則負けを喫するも3位に入った。3年の時には4月の選抜体重別初戦で綜合警備保障の谷本和に指導2で敗れたものの、6月には世界団体のメンバーに追加で選出された。また、優勝大会では3位になった。8月の世界団体では1階級上の57kg級に出場して2戦2敗ながら、チームは3位になった。この時は相当落ち込んで10日ほど稽古を休むことになったが、これを契機に気力を取り戻していった。10月の体重別団体では2位だった。11月の講道館杯では決勝で了徳寺学園職員の西田優香に合技で敗れて昨年に続いて2位だった。12月のグランドスラム・東京では準決勝で西田に技ありで敗れるが3位となり、前年に続いて兄の徹とともにメダルを獲得した。4年の時には6月の優勝大会で2位にとどまった。7月のグランプリ・ウランバートルでは地元モンゴルのツォルモン・アディヤサンブーに一本勝ちしてIJFワールド柔道ツアー初優勝を飾った。10月のグランドスラム・パリでは準々決勝でコソボのディストリア・クラスニキに送襟絞で敗れるが、その後の3位決定戦でコマツの橋本優貴を合技で破って3位になった。続く体重別団体では決勝で山梨学院大学と対戦すると勝利を収めて、チームの優勝に貢献した。12月のグランドスラム・東京では準決勝で橋本を有効で破るものの、決勝で中村に指導3で敗れて2位だったが、今大会3年連続で兄とともにメダルを獲得した。2016年2月のグランプリ・デュッセルドルフでは準々決勝でミランダを指導2で破ると、決勝ではフランスのプリシラ・ネトを指導3で破って優勝を飾った。試合後には、「次につながった。自分も負けずに(中村美里)に追い付こうと思っている」と語った。
2016年4月からは了徳寺学園の職員になった。選抜体重別では決勝で中村に指導2で敗れて2位だった。続くアジア選手権では決勝で中国の馬英楠を破って優勝を飾った。団体戦でも全勝してチームの優勝に貢献した。7月のグランドスラム・チュメニでは決勝で地元ロシアのユリア・リジョワを指導1で破って優勝を飾った。11月の講道館杯では準々決勝で夙川学院高校1年の阿部詩に指導2で敗れると、敗者復活戦は棄権した。12月のグランドスラム・東京では準決勝で同じ所属の1年先輩である角田夏実に腕挫十字固で敗れて3位だった。
2017年2月のグランプリ・デュッセルドルフでは準々決勝で阿部に内股で敗れて3位にとどまり、今大会2連覇はならなかった。4月の体重別では準決勝で過去2戦2敗の阿部に指導2でリードされながらも内股の技ありで逆転勝ちすると、決勝では角田をGSに入った直後に大外刈の技ありで破って今大会初優勝を飾った。しかしながら、この時点では世界選手権代表に選出されなかった。その後、国際大会での実績が考慮されて角田に続いて世界選手権代表に決まった。なお、角田とは同じ所属ながら普段口を利くことはないという。5月のアジア選手権では決勝でモンゴルのチントグトフ・アッザヤをGSに入ってから大内刈の技ありで破って、今大会2連覇を達成した。団体戦でも準決勝まで一本勝ちすると、決勝のモンゴル戦でも48kg級の元世界チャンピオンであるムンフバット・ウランツェツェグを内股の技ありで破ってチームの優勝に貢献した。これで2015年10月にクラスニキに敗れて以降、外国選手に30連勝を記録することになった。8月の世界選手権では初戦でロンドンオリンピック48kg級金メダリストであるブラジルのサラ・メネゼスを内股、2回戦では地元ハンガリーの選手を崩袈裟固でそれぞれ破った。準々決勝でリオデジャネイロオリンピック銅メダリストとなったクジュティナと対戦すると、指導2を先取されるも終了と同時に内股で技ありを取って勝利した。準決勝ではリオデジャネイロオリンピック金メダリストでこの階級の絶対王者ともみなされていたコソボのマイリンダ・ケルメンディに指導2を先取されるも、GSに入ってから指導2を取り返すと、内股すかしの技ありで破って9分30秒に及ぶ戦いを制した。この一戦では、引き手を持ってから奥襟を取りにくるケルメンディに対して、引き手を取らせないようにする戦略が見事に功を奏した。これで対外国選手は34連勝となった。決勝では角田と同門対決になると、指導2を先取されるも内股で逆転勝ちして世界チャンピオンに輝いた。2011年の世界選手権における中村美里対西田優香以来6年ぶりとなる女子の日本選手同士による決勝対決を制した。2015年の世界選手権60kg級で兄が銅メダルだったことにより、兄妹で世界選手権のメダリストにもなった。なお、今大会優勝したことで初めて世界ランキングの1位となった。その後は、寝技の名手で知られる所属先のコーチである秋本啓之の指導で、寝技の強化にも取り組むことになった。12月のグランドスラム・東京では準々決勝で阿部に技ありで敗れるが、敗者復活戦で角田に反則勝ち、3位決定戦ではイスラエルのジリ・コーヘンを横四方固で破って3位になった。
2018年2月のグランドスラム・デュッセルドルフではオール一本勝ちして、グランプリ大会だった2年前に続く2度目の優勝を飾った。4月の体重別では決勝で角田にGSに入ってから巴投げの技ありで敗れて2位だったが、世界選手権代表に選ばれた。女子代表監督の増地克之は、「外国人相手に対する強さはこの階級で一番と感じている」と選出理由を説明した。なお、阿部や角田といったライバルのことは気にせずに、自分自身が成長することを基本に据えて精進を心掛けている。そのため、東京オリンピックもあまり意識せず、地道に勝利を積み重ねた上で代表切符を獲得できたら嬉しいという。7月のグランプリ・ザグレブでは準決勝でベルギーのシャルリーヌ・ファンスニックを合技で破ると、決勝ではブシャールを内股の技ありで破って優勝した。9月の世界選手権では準々決勝でクジュティナを技あり、準決勝でもミランダを技ありで破った。決勝では世界ジュニアチャンピオンの阿部にGSに入ってから内股で敗れて2連覇はならなかった。試合後には、「一瞬の隙を狙われた」「今回は負けたけど、次へ向けての課題が出た。しっかり克服したい」とコメントした。11月のグランドスラム・大阪では準決勝で阿部に開始早々の内股すかしで敗れるも、3位決定戦で三井住友海上の前田千島を背負投で破って3位になった。
2019年2月のグランドスラム・パリでは準々決勝でリオデジャネイロオリンピック銀メダリストであるイタリアのオデッテ・ジュフリーダを内股の技あり、準決勝では48㎏級から階級を上げてきたムンフバットを大内刈で破ると、決勝では角田にGSに入ってから反則勝ちして優勝した。この際に、「勝たないと次はないと思っていた。内容はどうであれ、勝てたことは本当によかった」とコメントした。4月の体重別では決勝で角田に巴投の技ありで敗れて2位だった。なお、世界選手権代表には阿部に続いて選ばれた。5月のグランドスラム・バクーでは準決勝まで全て一本勝ちするも、決勝でブシャールと対戦した際に右足を負傷して棄権負けとなった。これにより2015年10月から積み重ねてきた対外国選手の連勝記録が57で止まった。その後は治療に専念して練習を再開できず、6月の女子代表合宿への参加も回避したが、世界選手権には出場する予定だという。手術を勧められるほどのケガだったものの、自らの血液から血小板を取り出して患部に注入するPRP療法などを用いて世界選手権に間に合わすことができた。久しぶりに参加した8月の強化合宿の際には、「出るだけが目的ではなくて勝たないといけない」と語った。東京で開催された世界選手権では準々決勝でケルメンディに反則負けを喫するも、その後の3位決定戦でブシャールを合技で破って3位になった。11月のグランドスラム・大阪では準決勝で阿部に内股すかしで敗れるも、3位決定戦で韓国の朴多率を縦四方固で破って3位になった。12月のワールドマスターズでは準決勝でクジュティナを技あり、決勝でブシャールを10分以上の戦いの末に技ありで破って優勝を飾った。
2020年2月のグランドスラム・パリでは準々決勝でクラスニキに反則負けするも、その後の3位決定戦で地元フランスのアストリド・ネトを内股で破って3位になった。なお、東京オリンピック代表にはこれまでの成績がライバルの阿部に及ばないと判断されて、選出されなかった。11月の講道館杯では決勝で龍谷大学4年の武田亮子に反則負けして2位だった。続いて、2021年に延期された東京オリンピックの補欠に選ばれた。12月には全日本選手権に出場するも、2回戦で78㎏級の選手である綜合警備保障の梅木真美に横四方固で敗れた。
2021年1月のワールドマスターズでは準々決勝でファンスニックを技あり、準決勝ではネトを横四方固で破るも、決勝ではブシャールに反則負けして2位だった。4月の体重別には出場しなかったが、世界選手権代表には選出された。6月の世界選手権では準決勝でウズベキスタンのディヨラ・ケルディヨロワを崩袈裟固で破ると、決勝ではスペインのアナ・ペレス・ボクスを合技で破って、2017年以来2度目の世界選手権優勝を飾った。
2022年2月のグランドスラム・パリでは準決勝で地元のブシャールに肩車で敗れるも、その後にイギリスのチェルシー・ジャイルズを技ありで破って3位になった。4月の体重別では準決勝で環太平洋大学3年の白石響に技ありで敗れた。なお、アジア大会代表に選ばれた。6月のグランドスラム・ウランバートルでは初戦で韓国のチョン・エリンに反則負けを喫した。8月のアジア選手権では決勝でケルディヨロワに袖釣込腰で敗れて2位だった。12月のグランドスラム・東京では決勝で阿部に反則負けして2位だった。
2023年3月のグランドスラム・タシケントでは決勝でドイツのマーシャ・バルハウスに技ありで敗れて2位だった。4月からはそれまで職員だった了徳寺大学の柔道部がSBCメディカルグループの傘下に入ったため、SBC湘南美容クリニックの所属となった。体重別では準決勝で白石に反則負けを喫して3位だった。6月のグランドスラム・ウランバートルでは、2回戦で中立選手として出場したロシアのアレシャ・クズネツォワに大内返で敗れた。9月のアジア大会では準々決勝で韓国のチョン・エリンと対戦すると、腹包みを仕掛けた際に左膝をケガして棄権負けとなり、敗者復活戦にも出場できず7位にとどまった。
2024年3月13に現役引退を表明した。今後はアメリカで柔道指導をするという。
- 世界ランキングの年度別変遷

|      | 2011年 | 2012年 | 2013年 | 2014年 | 2015年 | 2016年 | 2017年 | 2018年 | 2019年 | 2020年 | 2021年 | 2022年 | 2023年 |
| ---- | ------ | ------ | ------ | ------ | ------ | ------ | ------ | ------ | ------ | ------ | ------ | ------ | ------ |
| 順位 | 70     | 65     | 38     | 39     | 15     | 6      | 4      | 6      | 2      | 3      | 4      | 12     | 23     |

(出典、JudoInside.com)

## 戦績
- 2005年 -　全国小学生学年別柔道大会　3位(45kg級)
- 2010年 -　インターハイ 3位
- 2011年 -　インターハイ 2位
- 2011年 -　全日本ジュニア　優勝
- 2011年 -　ワールドカップ・チェジュ　2位
- 2012年 -　ベルギー国際　ジュニアの部　2位　シニアの部　優勝
- 2012年 -　韓国ジュニア国際　優勝
- 2012年 -　アジアジュニア　優勝
- 2012年 -　全日本ジュニア　優勝
- 2012年 -　ワールドカップ・チェジュ　2位
- 2013年 -　ヨーロッパオープン・ソフィア　3位
- 2013年 -　ユニバーシアード　3位
- 2013年 -　全日本ジュニア　優勝
- 2013年 -　世界ジュニア　個人戦　7位　団体戦　優勝
- 2013年 -　講道館杯　2位
- 2013年 -　グランドスラム・東京　3位
- 2014年 -　ヨーロッパオープン・ローマ　3位
- 2014年 -　優勝大会　3位
- 2014年 - 世界団体　3位
- 2014年 -　体重別団体　2位
- 2014年 -　講道館杯　2位
- 2014年 -　グランプリ・チェジュ　2位
- 2014年 -　グランドスラム・東京 3位
- 2015年 - ヨーロッパオープン・オーバーヴァルト　5位
- 2015年 - 優勝大会 2位
- 2015年 -　グランプリ・ウランバートル　優勝
- 2015年 -　学生体重別　3位
- 2015年 - グランドスラム・パリ　3位
- 2015年 -　体重別団体　優勝
- 2015年 -　グランドスラム・東京　2位
- 2016年 - グランプリ・デュッセルドルフ　優勝
- 2016年 -　選抜体重別　2位
- 2016年 - アジア選手権　　個人戦　優勝　団体戦　優勝
- 2016年 - グランドスラム・チュメニ 優勝
- 2016年 -　講道館杯　7位
- 2016年 -　グランドスラム・東京　3位
- 2017年 -　グランプリ・デュッセルドルフ　3位
- 2017年 -　体重別　優勝
- 2017年 -　アジア選手権　個人戦　優勝　団体戦　優勝
- 2017年 -　世界選手権　優勝
- 2017年 -　グランドスラム・東京　3位
- 2018年 -　グランドスラム・デュッセルドルフ　優勝
- 2018年 -　体重別　2位
- 2018年 -　グランプリ・ザグレブ　優勝
- 2018年 -　世界選手権　2位
- 2018年 -　グランドスラム・大阪　3位
- 2019年 - グランドスラム・パリ　優勝
- 2019年 -　体重別　2位
- 2019年 - グランドスラム・バクー　2位
- 2019年 - 世界選手権　3位
- 2019年 -　グランドスラム・大阪　3位
- 2019年 -　ワールドマスターズ　優勝
- 2020年 -　グランドスラム・パリ　3位
- 2020年 -　講道館杯　2位
- 2021年 -　ワールドマスターズ　2位
- 2021年 -　世界選手権　優勝
- 2022年 -　グランドスラム・パリ 3位
- 2022年 -　体重別　3位
- 2022年 -　アジア選手権 2位
- 2022年 -　グランドスラム・東京 2位
- 2023年 -　グランドスラム・タシケント　2位
- 2023年 -　体重別　3位
- 2023年 - アジア大会　7位

(出典、JudoInside.com)

## 対外国人選手の連勝記録
2015年10月のグランドスラム・パリ敗者復活戦から2019年5月のグランドスラム・バクー準決勝まで57連勝を記録した
| 連勝数 | ラウンド                                                                     | 対戦相手                                                                     | 内容                                                                         |                                                                              |                                                                              |                                                                              |
| グランドスラム・パリ (2015年10月17日) 3位(3位決定戦では橋本に一本勝ち(合技))                                     | グランドスラム・パリ (2015年10月17日) 3位(3位決定戦では橋本に一本勝ち(合技)) | グランドスラム・パリ (2015年10月17日) 3位(3位決定戦では橋本に一本勝ち(合技)) | グランドスラム・パリ (2015年10月17日) 3位(3位決定戦では橋本に一本勝ち(合技)) | グランドスラム・パリ (2015年10月17日) 3位(3位決定戦では橋本に一本勝ち(合技)) | グランドスラム・パリ (2015年10月17日) 3位(3位決定戦では橋本に一本勝ち(合技)) | グランドスラム・パリ (2015年10月17日) 3位(3位決定戦では橋本に一本勝ち(合技)) |
| --- | ---------------------------------------------------------------------------- | ---------------------------------------------------------------------------- | ---------------------------------------------------------------------------- | ---------------------------------------------------------------------------- | ---------------------------------------------------------------------------- | ---------------------------------------------------------------------------- |
| 1 | 敗者復活戦                                                                   | ムンフバータル(モンゴル)                                                     | 優勢勝ち(技あり)                                                             |                                                                              |                                                                              |                                                                              |
| グランドスラム・東京 (2015年12月4日) 2位(準決勝は橋本に優勢勝ち(有効)、決勝は中村に優勢負け(指導3))              |                                                                              |                                                                              |                                                                              |                                                                              |                                                                              |                                                                              |
| 2 | 2回戦                                                                        | コーヘン(イスラエル)                                                         | 一本勝ち(横四方固)                                                           |                                                                              |                                                                              |                                                                              |
| 3 | 3回戦                                                                        | ラモス(ポルトガル)                                                           | 一本勝ち(片手絞)                                                             |                                                                              |                                                                              |                                                                              |
| 4 | 準々決勝                                                                     | ウラニ(フランス)                                                             | 優勢勝ち(技あり)                                                             |                                                                              |                                                                              |                                                                              |
| グランプリ・デュッセルドルフ (2016年2月19日) 優勝                                                                |                                                                              |                                                                              |                                                                              |                                                                              |                                                                              |                                                                              |
| 5 | 2回戦                                                                        | ナレスク(スロベニア)                                                         | 一本勝ち(内股)                                                               |                                                                              |                                                                              |                                                                              |
| 6 | 3回戦                                                                        | エルトル(ドイツ)                                                             | 一本勝ち(内股)                                                               |                                                                              |                                                                              |                                                                              |
| 7 | 準々決勝                                                                     | ミランダ(ブラジル)                                                           | 優勢勝ち(指導2)                                                              |                                                                              |                                                                              |                                                                              |
| 8 | 準決勝                                                                       | 金(韓国)                                                                     | 優勢勝ち(指導1)                                                              |                                                                              |                                                                              |                                                                              |
| 9 | 決勝                                                                         | ネト(フランス)                                                               | 優勢勝ち(指導3)                                                              |                                                                              |                                                                              |                                                                              |
| アジア選手権 (2016年4月15日) 優勝                                                                                |                                                                              |                                                                              |                                                                              |                                                                              |                                                                              |                                                                              |
| 10 | 2回戦                                                                        | ソウダム(インド)                                                             | 一本勝ち(内股)                                                               |                                                                              |                                                                              |                                                                              |
| 11 | 3回戦                                                                        | 金(韓国)                                                                     | 一本勝ち(合技)                                                               |                                                                              |                                                                              |                                                                              |
| 12 | 準決勝                                                                       | ババムラトワ(トルクメニスタン)                                               | 一本勝ち(合技)                                                               |                                                                              |                                                                              |                                                                              |
| 13 | 決勝                                                                         | 馬(中国)                                                                     | 優勢勝ち(指導2)                                                              |                                                                              |                                                                              |                                                                              |
| アジア選手権団体戦 (2016年4月17日) 優勝                                                                          |                                                                              |                                                                              |                                                                              |                                                                              |                                                                              |                                                                              |
| 14 | 2回戦                                                                        | チェン(台湾)                                                                 | 一本勝ち(大外刈)                                                             |                                                                              |                                                                              |                                                                              |
| 15 | 準決勝                                                                       | ミンガゾバ(カザフスタン)                                                     | 一本勝ち(合技)                                                               |                                                                              |                                                                              |                                                                              |
| 16 | 決勝                                                                         | アディヤサンブ(モンゴル)                                                     | 一本勝ち(横四方固)                                                           |                                                                              |                                                                              |                                                                              |
| グランドスラム・チュメニ (2016年7月16日) 優勝                                                                    |                                                                              |                                                                              |                                                                              |                                                                              |                                                                              |                                                                              |
| 17 | 準決勝                                                                       | キリエフスカヤ(ロシア)                                                       | 反則勝ち                                                                     |                                                                              |                                                                              |                                                                              |
| 18 | 決勝                                                                         | リジョワ(ロシア)                                                             | 優勢勝ち(指導1)                                                              |                                                                              |                                                                              |                                                                              |
| グランドスラム・東京 (2016年12月2日) 3位(準決勝は角田に一本負け(腕挫十字固))                                     |                                                                              |                                                                              |                                                                              |                                                                              |                                                                              |                                                                              |
| 19 | 2回戦                                                                        | バビンヤン(ロシア)                                                           | 一本勝ち(内股)                                                               |                                                                              |                                                                              |                                                                              |
| 20 | 準々決勝                                                                     | ハ(韓国)                                                                     | 一本勝ち(合技)                                                               |                                                                              |                                                                              |                                                                              |
| 21 | 3位決定戦                                                                    | ケルディヨロワ(ウズベキスタン)                                               | 一本勝ち(横四方固)                                                           |                                                                              |                                                                              |                                                                              |
| グランプリ・デュッセルドルフ (2017年2月24日) 3位(準々決勝は阿部に一本負け(内股))                                 |                                                                              |                                                                              |                                                                              |                                                                              |                                                                              |                                                                              |
| 22 | 2回戦                                                                        | クズネツォワ(ロシア)                                                         | 一本勝ち(内股)                                                               |                                                                              |                                                                              |                                                                              |
| 23 | 敗者復活戦                                                                   | グイカ(カナダ)                                                               | 一本勝ち(大外刈)                                                             |                                                                              |                                                                              |                                                                              |
| 24 | 3位決定戦                                                                    | コーヘン(イスラエル)                                                         | 一本勝ち(横四方固)                                                           |                                                                              |                                                                              |                                                                              |
| アジア選手権 (2017年5月26日) 優勝                                                                                |                                                                              |                                                                              |                                                                              |                                                                              |                                                                              |                                                                              |
| 25 | 2回戦                                                                        | ソウダム(インド)                                                             | 一本勝ち(崩袈裟固)                                                           |                                                                              |                                                                              |                                                                              |
| 26 | 準決勝                                                                       | 朴(韓国)                                                                     | 一本勝ち(横四方固)                                                           |                                                                              |                                                                              |                                                                              |
| 27 | 決勝                                                                         | チントグトフ(モンゴル)                                                       | 優勢勝ち(技あり)                                                             |                                                                              |                                                                              |                                                                              |
| アジア選手権団体戦 (2017年5月28日) 優勝                                                                          |                                                                              |                                                                              |                                                                              |                                                                              |                                                                              |                                                                              |
| 28 | 2回戦                                                                        | ケルディヨロワ(ウズベキスタン)                                               | 一本勝ち(横四方固)                                                           |                                                                              |                                                                              |                                                                              |
| 29 | 準決勝                                                                       | ガルバドラフ(カザフスタン)                                                   | 一本勝ち(内股)                                                               |                                                                              |                                                                              |                                                                              |
| 30 | 決勝                                                                         | ムンフバット(モンゴル)                                                       | 優勢勝ち(技あり)                                                             |                                                                              |                                                                              |                                                                              |
| 世界選手権 (2017年8月29日) 優勝(決勝は角田に一本勝ち(内股))                                                      |                                                                              |                                                                              |                                                                              |                                                                              |                                                                              |                                                                              |
| 31 | 2回戦                                                                        | メネゼス(ブラジル)                                                           | 一本勝ち(内股)                                                               |                                                                              |                                                                              |                                                                              |
| 32 | 3回戦                                                                        | スザボ(ハンガリー)                                                           | 一本勝ち(崩袈裟固)                                                           |                                                                              |                                                                              |                                                                              |
| 33 | 準々決勝                                                                     | クジュティナ(ロシア)                                                         | 優勢勝ち(技あり)                                                             |                                                                              |                                                                              |                                                                              |
| 34 | 準決勝                                                                       | ケルメンディ(コソボ)                                                         | 優勢勝ち(技あり)                                                             |                                                                              |                                                                              |                                                                              |
| グランドスラム・東京 (2017年12月2日) 3位(準々決勝は阿部に優勢負け(技あり)、敗者復活戦は角田に反則勝ち)           |                                                                              |                                                                              |                                                                              |                                                                              |                                                                              |                                                                              |
| 35 | 2回戦                                                                        | テメルコワ(ロシア)                                                           | 優勢勝ち(技あり)                                                             |                                                                              |                                                                              |                                                                              |
| 36 | 3位決定戦                                                                    | コーヘン(イスラエル)                                                         | 一本勝ち(横四方固)                                                           |                                                                              |                                                                              |                                                                              |
| グランドスラム・デュッセルドルフ (2018年2月23日) 優勝                                                            |                                                                              |                                                                              |                                                                              |                                                                              |                                                                              |                                                                              |
| 37 | 2回戦                                                                        | ゴンサレス(アルゼンチン)                                                     | 一本勝ち(合技)                                                               |                                                                              |                                                                              |                                                                              |
| 38 | 3回戦                                                                        | ペレンク(ポーランド)                                                         | 一本勝ち(合技)                                                               |                                                                              |                                                                              |                                                                              |
| 39 | 準決勝                                                                       | ネト(フランス)                                                               | 一本勝ち(合技)                                                               |                                                                              |                                                                              |                                                                              |
| 40 | 決勝                                                                         | ピエコフスカ(ポーランド)                                                     | 一本勝ち(崩袈裟固)                                                           |                                                                              |                                                                              |                                                                              |
| グランプリ・ザグレブ (2018年7月27日) 優勝                                                                        |                                                                              |                                                                              |                                                                              |                                                                              |                                                                              |                                                                              |
| 41 | 2回戦                                                                        | ソウダム(インド)                                                             | 一本勝ち(大内刈)                                                             |                                                                              |                                                                              |                                                                              |
| 42 | 3回戦                                                                        | テメルコワ(イスラエル)                                                       | 優勢勝ち(技あり)                                                             |                                                                              |                                                                              |                                                                              |
| 43 | 準決勝                                                                       | ファンスニック(ベルギー)                                                     | 一本勝ち(合技)                                                               |                                                                              |                                                                              |                                                                              |
| 44 | 決勝                                                                         | ブシャール(フランス)                                                         | 優勢勝ち(技あり)                                                             |                                                                              |                                                                              |                                                                              |
| 世界選手権 (2018年9月21日) 2位(決勝は阿部に一本負け(内股))                                                       |                                                                              |                                                                              |                                                                              |                                                                              |                                                                              |                                                                              |
| 45 | 2回戦                                                                        | エステベス(ポルトガル)                                                       | 一本勝ち(合技)                                                               |                                                                              |                                                                              |                                                                              |
| 46 | 3回戦                                                                        | ペレンツ(ポーランド)                                                         | 一本勝ち(合技)                                                               |                                                                              |                                                                              |                                                                              |
| 47 | 準々決勝                                                                     | クジュティナ(ロシア)                                                         | 優勢勝ち(技あり)                                                             |                                                                              |                                                                              |                                                                              |
| 48 | 準決勝                                                                       | ミランダ(ブラジル)                                                           | 優勢勝ち(技あり)                                                             |                                                                              |                                                                              |                                                                              |
| グランドスラム・大阪 (2018年11月23日) 3位(準決勝は阿部に一本負け(内股すかし)、3位決定戦は前田に一本勝ち(背負投)) |                                                                              |                                                                              |                                                                              |                                                                              |                                                                              |                                                                              |
| 49 | 2回戦                                                                        | ピ・スジエ(中国)                                                             | 一本勝ち(袖釣込腰)                                                           |                                                                              |                                                                              |                                                                              |
| 50 | 準々決勝                                                                     | ルハグバスレン(モンゴル)                                                     | 優勢勝ち(技あり)                                                             |                                                                              |                                                                              |                                                                              |
| グランドスラム・パリ (2019年2月9日) 優勝(決勝は角田に反則勝ち)                                                   |                                                                              |                                                                              |                                                                              |                                                                              |                                                                              |                                                                              |
| 51 | 2回戦                                                                        | モクダル(フランス)                                                           | 一本勝ち(内股)                                                               |                                                                              |                                                                              |                                                                              |
| 52 | 3回戦                                                                        | カザリナ(ロシア)                                                             | 一本勝ち(背負投)                                                             |                                                                              |                                                                              |                                                                              |
| 53 | 準々決勝                                                                     | ジュフリーダ(イタリア)                                                       | 優勢勝ち(技あり)                                                             |                                                                              |                                                                              |                                                                              |
| 54 | 準決勝                                                                       | ムンフバット(モンゴル)                                                       | 一本勝ち(大内刈)                                                             |                                                                              |                                                                              |                                                                              |
| グランドスラム・バクー (2019年5月10日) 2位(決勝のブシャール戦は負傷による棄権負け)                               |                                                                              |                                                                              |                                                                              |                                                                              |                                                                              |                                                                              |
| 55 | 2回戦                                                                        | ブラナル(モルドバ)                                                           | 一本勝ち(大外刈)                                                             |                                                                              |                                                                              |                                                                              |
| 56 | 準々決勝                                                                     | ピメンタ(ブラジル)                                                           | 一本勝ち(崩袈裟固)                                                           |                                                                              |                                                                              |                                                                              |
| 57 | 準決勝                                                                       | プリモ(イスラエル)                                                           | 一本勝ち(崩袈裟固)                                                           |                                                                              |                                                                              |                                                                              |

(参考資料：ベースボールマガジン社発行の近代柔道バックナンバー、JudoInside.com等)

## 有力選手との対戦成績
| 国籍         | 選手名                         | 内容   |
| ------------ | ------------------------------ | ------ |
| 日本の旗     | 中村美里                       | 3敗    |
| 日本の旗     | 角田夏実                       | 4勝3敗 |
| 日本の旗     | 阿部詩                         | 1勝5敗 |
| コソボの旗   | マイリンダ・ケルメンディ       | 1勝1敗 |
| イタリアの旗 | オデッテ・ジュフリーダ         | 1勝    |
| モンゴルの旗 | ムンフバット・ウランツェツェグ | 2勝    |
| ロシアの旗   | ナタリア・クジュティナ         | 2勝1敗 |
| フランスの旗 | アマンディーヌ・ブシャール     | 2勝3敗 |
| ブラジルの旗 | エリカ・ミランダ               | 3勝1敗 |

(参考資料：ベースボールマガジン社発行の近代柔道バックナンバー、JudoInside.com等)